# Tableau arrière
Pour les articles homonymes, voir Tableau.

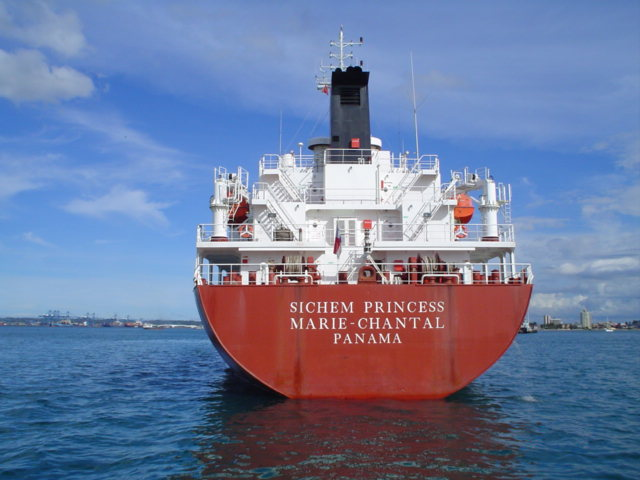
Tableau droit sur un chimiquier.

Le tableau arrière (ou « cul en tableau ») est une partie de la coque d'un bateau. Il désigne la partie émergée de l'arrière, située au-dessus de la voûte et de l'étambot.
Le tableau arrière est en général droit, mais peut présenter un élancement ou au contraire être inversé (lorsque la partie la plus haute revient vers l'intérieur du bateau).